# Estel de l'alba

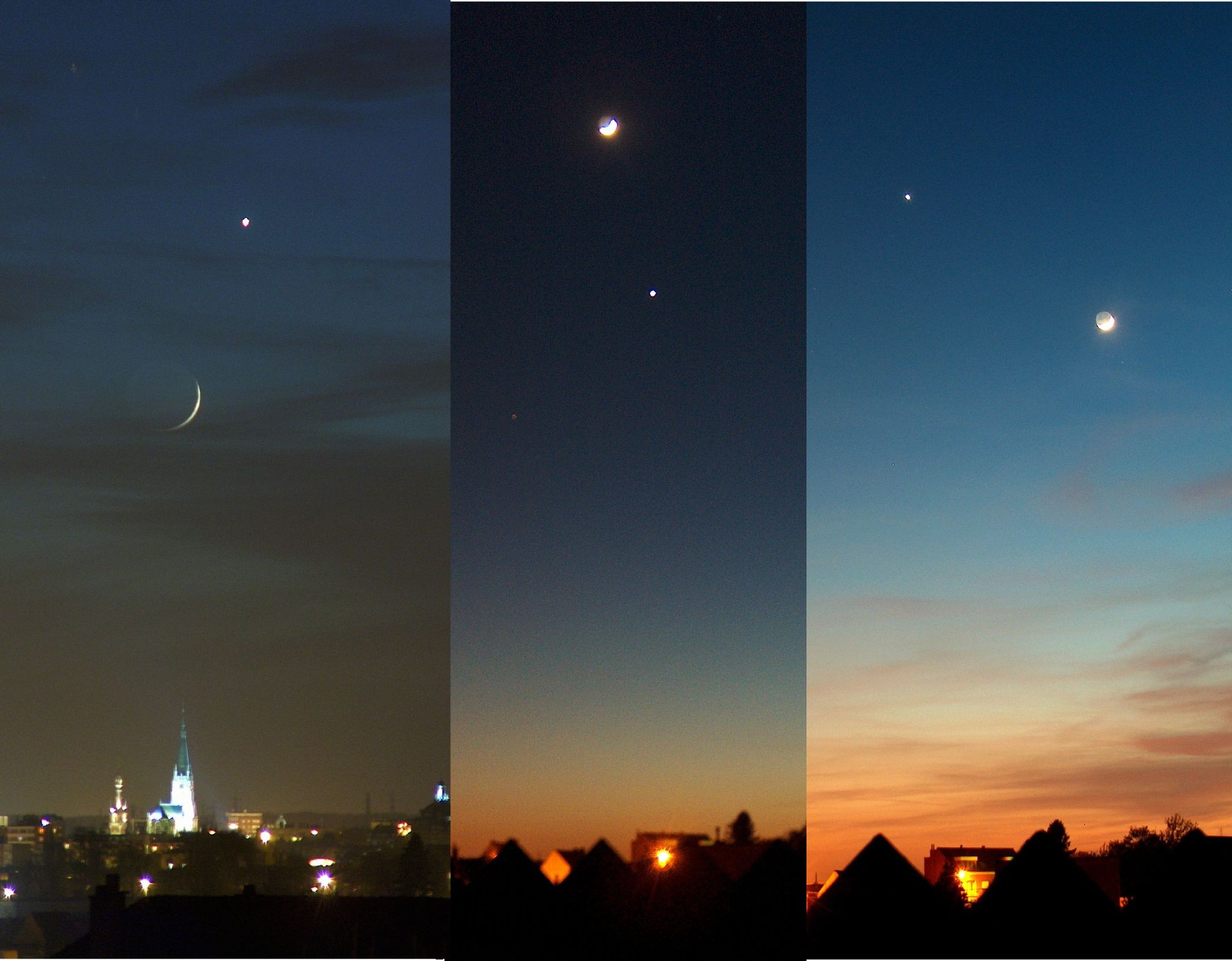
L'Estel de l'alba i la lluna (3 vistes).

L'estel de l'alba, o també estel del matí, és el sobrenom del planeta Venus, quan encara és visible abans de l'alba. En anglès s'utilitza Morning star, en francès Étoile du matin, en llatí stella matutina o Lucifer, en hebreu Heilel o Helel, en grec ὁ Ἑωσφόρος, ὁ φωσφόρος ἀστήρ, ἀστὴρ ἑωθινός i ὁ Ἀφροδίτης ἀστήρ, en alemany Morgenstern i en quítxua Huarac koyllur: els 4 termes, signifiquen literalment «estrella del matí». També hi ha la denominació estel del vespre per a referir-se a la visió de Venus a la posta de sol. El terme pot tenir connotacions poètiques i místiques.

## Característiques
Des de la Terra, i degut a la seva pròpia òrbita i la de Venus, aquest últim planeta és visible durant la nit, només les primeres tres hores després de la posta de sol a l'oest, i les últimes tres hores abans de l'alba, a l'est. D'altra banda, pel fet que es tracta de l'objecte més lluminós del cel, després del Sol i de la Lluna, Venus resulta visible encara de dia, durant el capvespre i l'alba, i és el primer astre a ser vist.

## Religions
- Les primeres deesses sumèries i mesopotàmiques Ixtar i Inanna designen l'estel del matí.
- A la Bíblia, es compara els àngels, que són les primeres criatures espirituals al començament de la creació, amb el estels del matí ”A Job 38: 7.[1]
- En la religió hebrea, la Bíblia esmenta Heilel ben Xàħar, "(estel) brillant, fill de l'alba"[2] (Isaïes 14: 12-14)[3] per designar, irònicament després de la seva caiguda, Nabucodonosor II (el representant de la dinastia dels reis de Babilònia) que havia dominat temporalment el regne d'Israel, els reis dels quals es comparen amb les estrelles de Déu.[4] A la Septuaginta grega, Heylel es convertirà en Eosphoros que Jeroni retornarà a la seva Vulgata per Llucifer.
- A la Mitologia grega, l'estel del matí es diu Ἑωσφόρος, Éōsphoros " El que porta (la llum) de l'Alba ". També es diu Φωσφόρος, Phōsphoros "El que porta la llum". Representa el planeta Venus que encara és visible abans de l'alba. Eosphoros-Phosphoros es representa sovint amb el seu germà Hesperos, l'estel del vespre, visible després del capvespre.
- A la Mitologia romana, l'estel del matí es diu Llucifer " El que porta, qui porta, la llum ". Durant l’hel·lenització de Roma, s'assimilarà al grec Eosphoros-Phosphoros. Lucifer és el germà de Vesper, l'estel del vespre.
- Al Nou Testament, l'estel del matí és un dels títols donats a Jesucrist. " Jo sóc l'arrel i la llavor de David, l'estel brillant del matí "(Joan, Rev. 22.16) i" I mantenim la paraula profètica encara més segura, de la qual us convé fer cas, com un llum que brilla en un lloc fosc, fins que arribi el dia i l'estel del matí puja als vostres cors (2Pet 1:19) .
- Els catòlics també donen aquest nom a la Mare de Déu a les Lletanies de Loreto: Stella matutina